# Oman aux Jeux olympiques d'été de 1988
Oman a envoyé 5 athlètes aux Jeux olympiques de 1988 à Séoul en Corée du Sud.

## Résultats

### Athlétisme
Marathon Hommes
- Awadh Shaban Al-Sameer : Finale : 2 h 46 min et 59 s (83e place)

Relais 4 × 400m Hommes
- Sulaiman Al-Habsi, Mohamed Amer Al-Malki, Abdullah Al-Khalidi et Al-Mansoor Bulushi : En série - 3 min 12 s 89  (19e place au classement final)